# 霍倫巴赫河
50°02′58.95″N 9°9′19.95″E / 50.0497083°N 9.1555417°E

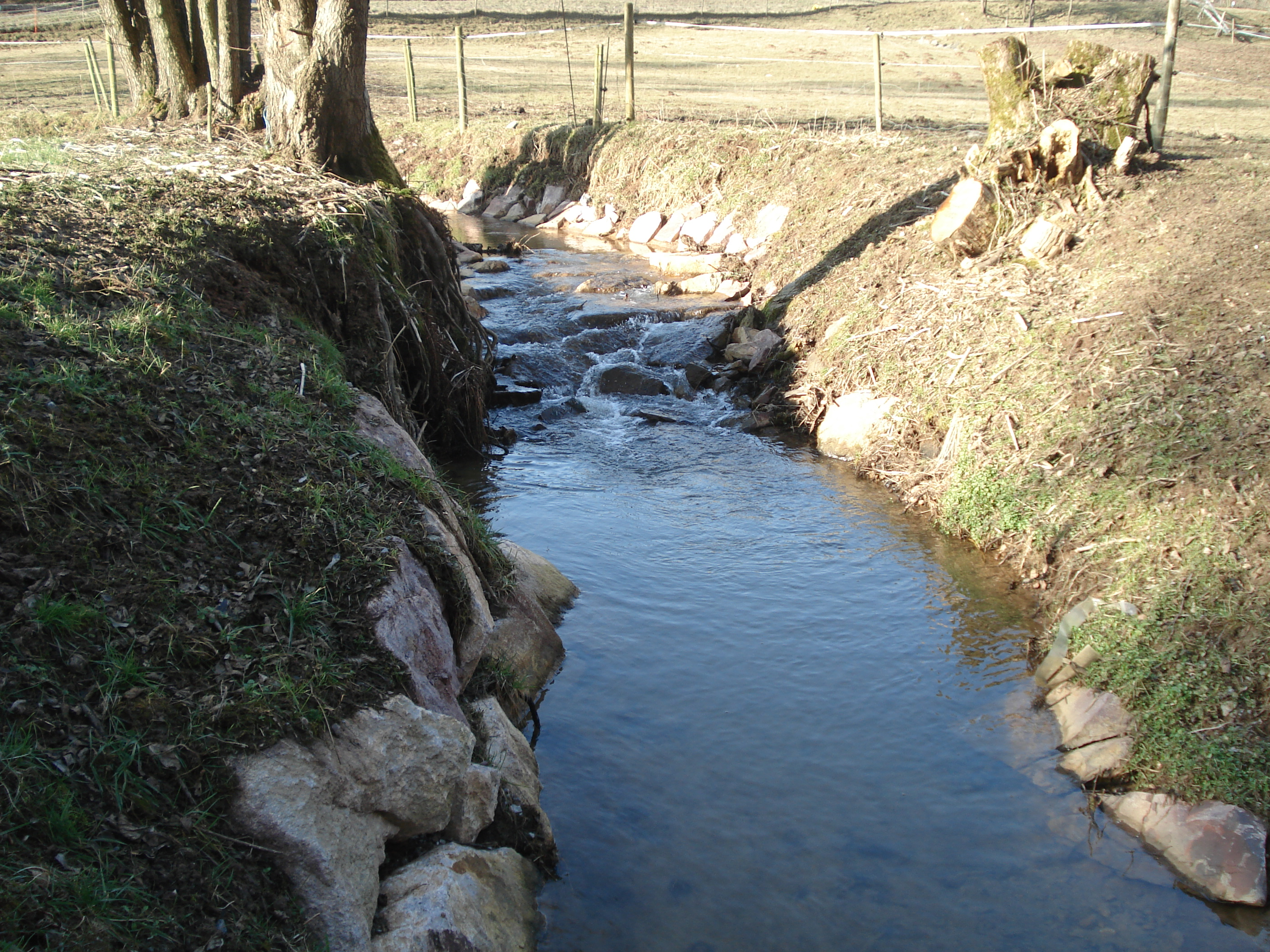

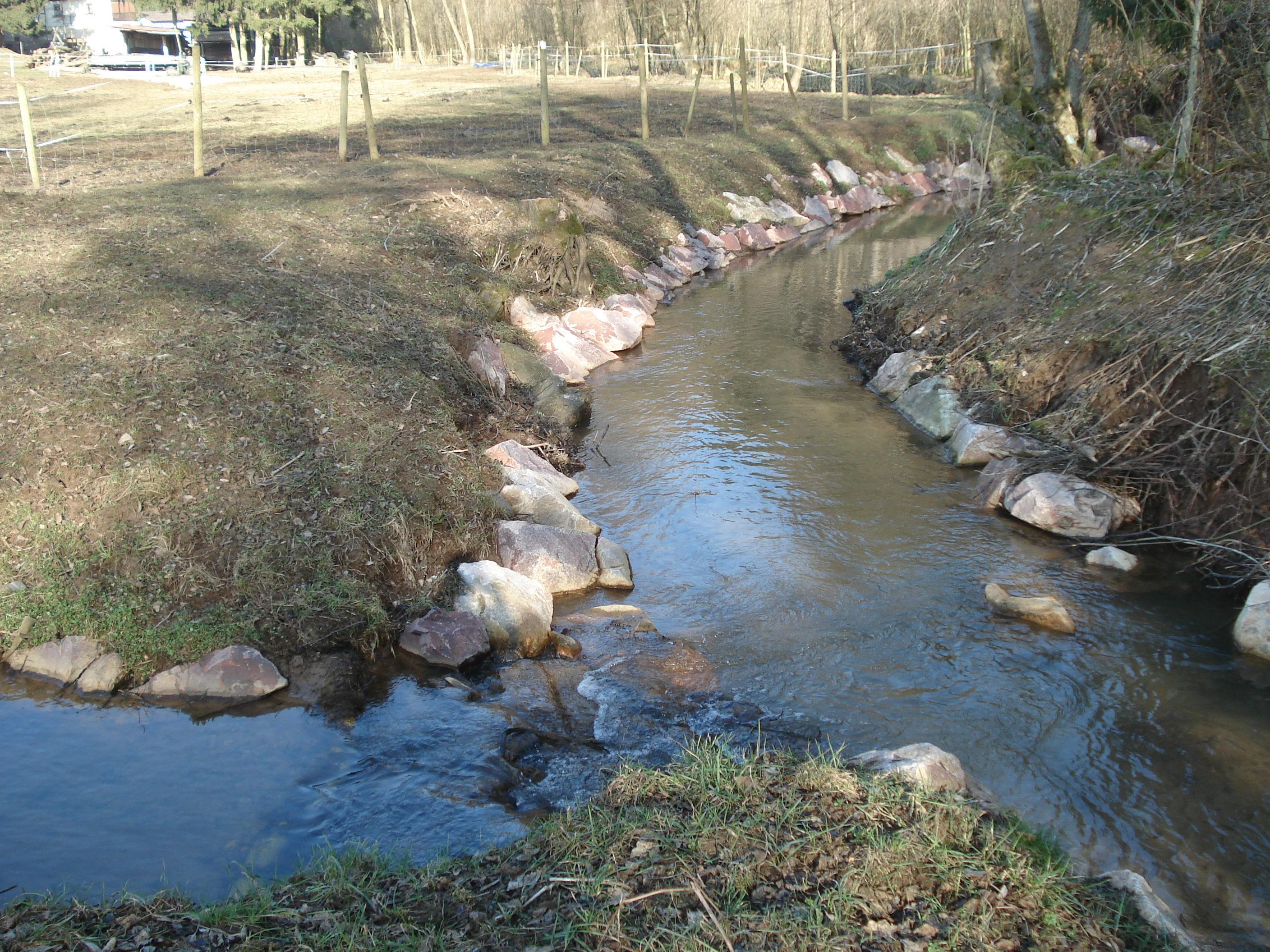

霍倫巴赫河（德語：Hohlenbach），是德國的河流，位於該國東南部，由巴伐利亞負責管轄，屬於賴興巴赫河的左支流，河道全長4公里，流域面積5.9平方公里。